# 군자 요금소
군자 요금소(君子料金所, Gunja TG)는 경기도 시흥시 군자로335번길 36-29 (거모동)에 위치한 영동고속도로 본선 상의 요금소이다. 군자 분기점에서 동쪽으로 약 1.2km, 서안산 나들목에서 서쪽으로 약 2km 떨어진 곳에 있다.
1994년 7월 6일 능해 나들목 ~ 안산 분기점 구간이 개통하면서 서해안고속도로의 요금소로 영업을 개시했다. 그러다가 2001년 8월 25일 고속도로 노선 지정령 전면개편으로 서창 분기점 ~ 안산 분기점 구간이 영동고속도로로 편입되면서 영동고속도로의 요금소가 되었다. 이 요금소에는 고속도로순찰대 제11지구대가 설치되어 있다.

## 연혁
- 1994년 7월 6일 : 서해안고속도로 능해 나들목 ~ 안산 분기점 구간 개통과 함께 영업 개시
- 2001년 8월 25일 : 고속도로 노선 지정령 전면개편으로 서창 분기점 ~ 안산 분기점 구간이 영동고속도로로 편입되면서 영동고속도로의 요금소가 됨
- 2005년 2월 1일 : 2006년까지 요금소 차로 28차로 확장 공사로 인해 경기도 시흥시 거모동 ~ 군자동 630m 구간 도로구역 변경[1]

## 교통량 정보
| 요금소        | 통행량 (대/일) | 통행량 (대/일) | 통행량 (대/일) | 통행량 (대/일) | 통행량 (대/일) | 통행량 (대/일) | 통행량 (대/일) | 통행량 (대/일) | 통행량 (대/일) | 통행량 (대/일) | 각주  |
| 요금소        | 2001년         | 2002년         | 2003년         | 2004년         | 2005년         | 2006년         | 2007년         | 2008년         | 2009년         | 2010년         | 각주  |
| ------------- | -------------- | -------------- | -------------- | -------------- | -------------- | -------------- | -------------- | -------------- | -------------- | -------------- | ----- |
| 군자 (폐쇄식) | 47,106         | 51,878         | 54,081         | 55,073         | 55,943         | 55,794         | 58,342         | 57,211         | 58,488         | 60,836         | [ 2 ] |
| 요금소        | 2011년         | 2012년         | 2013년         | 2014년         | 2015년         | 2016년         | 2017년         | 2018년         | 2019년         |                | [ 2 ] |
| 군자 (폐쇄식) | 60,868         | 62,279         | 52,508         | 48,796         | 49,945         | 48,910         | 48,624         | 48,155         | 48,552         |                | [ 2 ] |